# Campionati europei a squadre di marcia
I Campionati europei a squadre di marcia (nome ufficiale in inglese European Race Walking Team Championships) sono una competizione continentale di atletica leggera organizzata dalla European Athletic Association.
Si svolge solitamente nel mese di maggio, con cadenza biennale dal 1996. Fino all'edizione del 2019 la competizione era nota come Coppa Europa di marcia (nome ufficiale in inglese European Race Walking Cup).
Nelle edizioni del 1996 e 1998 si disputarono solo le specialità 20 km e 50 km per gli uomini e 10 km per le donne. Nell'edizione del 2000 furono introdotte le gare under 20 (10 km sia maschile che femminile) e la 10 km femminile fu sostituita dalla 20 km. Nell'edizione del 2019 fu introdotta la 50 km anche per le donne, ma nell'edizione successiva (2021) fu sostituita dalla 35 km. Dall'edizione del 2023 la 35 km sostituì la 50 km anche per gli uomini.

## Edizioni
| Edizione | Anno | Sede             | Nazione     | Data         |
| -------- | ---- | ---------------- | ----------- | ------------ |
| 1        | 1996 | La Coruña        | Spagna      | 20 aprile    |
| 2        | 1998 | Dudince          | Slovacchia  | 25 aprile    |
| 3        | 2000 | Eisenhüttenstadt | Germania    | 17-18 giugno |
| 4        | 2001 | Dudince          | Slovacchia  | 19 maggio    |
| 5        | 2003 | Čeboksary        | Russia      | 18 maggio    |
| 6        | 2005 | Miskolc          | Ungheria    | 21 maggio    |
| 7        | 2007 | Leamington Spa   | Regno Unito | 20 maggio    |
| 8        | 2009 | Metz             | Francia     | 24 maggio    |
| 9        | 2011 | Olhão            | Portogallo  | 21 maggio    |
| 10       | 2013 | Dudince          | Slovacchia  | 19 maggio    |
| 11       | 2015 | Murcia           | Spagna      | 17 maggio    |
| 12       | 2017 | Poděbrady        | Rep. Ceca   | 21 maggio    |
| 13       | 2019 | Alytus           | Lituania    | 19 maggio    |
| 14       | 2021 | Poděbrady        | Rep. Ceca   | 16 maggio    |
| 15       | 2023 | Poděbrady        | Rep. Ceca   | 21 maggio    |
| 16       | 2025 | Poděbrady        | Rep. Ceca   | 18 maggio    |

## Albo d'oro

### Uomini (individuale)

#### 20 km
| Anno | Oro                        | Argento               | Bronzo                     |
| ---- | -------------------------- | --------------------- | -------------------------- |
| 1996 | Robert Korzeniowski        | Daniel Plaza          | Fernando Vázquez           |
| 1998 | Francisco Javier Fernández | Robert Korzeniowski   | Aigars Fadejevs            |
| 2000 | Robert Korzeniowski        | Andreas Erm           | Francisco Javier Fernández |
| 2001 | Viktor Buraev              | Yevgeniy Misyulya     | Andreas Erm                |
| 2003 | Francisco Javier Fernández | Alessandro Gandellini | Vladimir Andreyev          |
| 2005 | Il'ja Markov               | Juan Manuel Molina    | Vladimir Stankin           |
| 2007 | Yohann Diniz               | Ivano Brugnetti       | Igor Yerokhin              |
| 2009 | Giorgio Rubino             | Ivano Brugnetti       | Jean-Jacques Nkouloukidi   |
| 2011 | Matej Tóth                 | Jakub Jelonek         | Benjamín Sánchez           |
| 2013 | Denis Strelkov             | Miguel Ángel López    | Matej Tóth                 |
| 2015 | Miguel Ángel López         | Matej Tóth            | Yohann Diniz               |
| 2017 | Christopher Linke          | Miguel Ángel López    | Perseus Karlström          |
| 2019 | Perseus Karlström          | Vasilij Mizinov       | Diego García Carrera       |
| 2021 | Perseus Karlström          | Álvaro Martín         | Diego García Carrera       |
| 2023 | Francesco Fortunato        | Perseus Karlström     | Massimo Stano              |

#### 35 km
| Anno | Oro           | Argento           | Bronzo             |
| ---- | ------------- | ----------------- | ------------------ |
| 2023 | Álvaro Martín | Christopher Linke | Miguel Ángel López |

#### 50 km
| Anno | Oro                | Argento            | Bronzo              |
| ---- | ------------------ | ------------------ | ------------------- |
| 1996 | Jesús Ángel García | Arturo Di Mezza    | Stanislaw Stosik    |
| 1998 | Tomasz Lipiec      | Jesús Ángel García | Giovanni Perricelli |
| 2000 | Jesús Ángel García | Yevgeniy Shmalyuk  | Denis Langlois      |
| 2001 | Jesús Ángel García | Nikolay Matyukhin  | Vladimir Potemin    |
| 2003 | German Skurygin    | Aleksej Voevodin   | Semyon Lovkin       |
| 2005 | Aleksej Voevodin   | Sergej Kirdjapkin  | Yuriy Andronov      |
| 2007 | Vladimir Kanajkin  | Trond Nymark       | Oleg Kistkin        |
| 2009 | Denis Nižegorodov  | Jesús Ángel García | Yuriy Andronov      |
| 2011 | Denis Nižegorodov  | Marco De Luca      | Christopher Linke   |
| 2013 | Yohann Diniz       | Michail Ryžov      | Ivan Noskov         |
| 2015 | Michail Ryžov      | Ivan Noskov        | Marco De Luca       |
| 2017 | Ivan Banzeruk      | Ihor Hlavan        | Michele Antonelli   |
| 2019 | Yohann Diniz       | Dzmitryj Dzjubin   | João Vieira         |
| 2021 | Marc Tur           | Aleksi Ojala       | Andrea Agrusti      |

### Donne (individuale)

#### 10 km
| Anno | Oro              | Argento           | Bronzo        |
| ---- | ---------------- | ----------------- | ------------- |
| 1996 | Annarita Sidoti  | Rossella Giordano | Susana Feitor |
| 1998 | Nadežda Rjaškina | Mária Urbanik     | Claudia Ștef  |

#### 20 km
| Anno | Oro                    | Argento             | Bronzo              |
| ---- | ---------------------- | ------------------- | ------------------- |
| 2000 | Olimpiada Ivanova      | Elisabetta Perrone  | Kjersti Plätzer     |
| 2001 | Olimpiada Ivanova      | Natalya Fedoskina   | Elisabetta Perrone  |
| 2003 | Yelena Nikolaeva       | Elisabetta Perrone  | María Vasco         |
| 2005 | Olimpiada Ivanova      | Susana Feitor       | Elisa Rigaudo       |
| 2007 | Ryta Turava            | Ol'ga Kanis'kina    | Yelena Ginko        |
| 2009 | María Vasco            | Anisja Kirdjapkina  | Kristina Saltanovič |
| 2011 | Vera Sokolova          | Anisja Kirdjapkina  | Elisa Rigaudo       |
| 2013 | Anisja Kirdjapkina     | Vera Sokolova       | Marina Pandakova    |
| 2015 | Ėl'mira Alembekova     | Eleonora Giorgi     | Svetlana Vasilyeva  |
| 2017 | Antonella Palmisano    | Ana Cabecinha       | Laura García-Caro   |
| 2019 | Živilė Vaiciukevičiūtė | Laura García-Caro   | Raquel González     |
| 2021 | Antonella Palmisano    | María Pérez         | Laura García-Caro   |
| 2023 | Antigónī Ntrismpiōtī   | Antonella Palmisano | Ana Cabecinha       |

#### 35 km
| Anno | Oro                  | Argento         | Bronzo              |
| ---- | -------------------- | --------------- | ------------------- |
| 2021 | Antigónī Ntrismpiōtī | Eleonora Giorgi | Lidia Barcella      |
| 2023 | María Pérez          | Raquel González | Cristina Montesinos |

#### 50 km
| Anno | Oro             | Argento      | Bronzo         |
| ---- | --------------- | ------------ | -------------- |
| 2019 | Eleonora Giorgi | Júlia Takács | Inês Henriques |

### Uomini (squadre)

#### 20 km
| Anno | Oro         | Argento       | Bronzo   |
| ---- | ----------- | ------------- | -------- |
| 1996 | Spagna      | Russia        | Italia   |
| 1998 | Bielorussia | Spagna        | Germania |
| 2000 | Spagna      | Polonia       | Germania |
| 2001 | Russia      | Spagna        | Italia   |
| 2003 | Spagna      | Russia        | Italia   |
| 2005 | Russia      | Spagna        | Ucraina  |
| 2007 | Bielorussia | Italia        | Spagna   |
| 2009 | Italia      | Spagna        | Polonia  |
| 2011 | Spagna      | Italia        | Francia  |
| 2013 | Russia      | Ucraina       | Polonia  |
| 2015 | Germania    | Russia        | Ucraina  |
| 2017 | Spagna      | Germania      | Irlanda  |
| 2019 | Spagna      | Gran Bretagna | Ucraina  |
| 2021 | Spagna      | Italia        | Germania |
| 2023 | Italia      | Spagna        | Germania |

#### 35 km
| Anno | Oro    | Argento | Bronzo   |
| ---- | ------ | ------- | -------- |
| 2023 | Spagna | Italia  | Germania |

#### 50 km
| Anno | Oro     | Argento  | Bronzo      |
| ---- | ------- | -------- | ----------- |
| 1996 | Spagna  | Italia   | Russia      |
| 1998 | Spagna  | Italia   | Slovacchia  |
| 2000 | Francia | Spagna   | Germania    |
| 2001 | Russia  | Spagna   | Francia     |
| 2003 | Russia  | Spagna   | Portogallo  |
| 2005 | Russia  | Francia  | Italia      |
| 2007 | Russia  | Spagna   | Francia     |
| 2009 | Russia  | Spagna   | Italia      |
| 2011 | Italia  | Polonia  | Spagna      |
| 2013 | Russia  | Ucraina  | Polonia     |
| 2015 | Russia  | Italia   | Ucraina     |
| 2017 | Ucraina | Italia   | Spagna      |
| 2019 | Ucraina | Spagna   | Bielorussia |
| 2021 | Italia  | Germania | Spagna      |

### Donne (squadre)

#### 10 km
| Anno | Oro    | Argento | Bronzo      |
| ---- | ------ | ------- | ----------- |
| 1996 | Italia | Russia  | Bielorussia |
| 1998 | Russia | Italia  | Spagna      |

#### 20 km
| Anno | Oro         | Argento    | Bronzo      |
| ---- | ----------- | ---------- | ----------- |
| 2000 | Italia      | Romania    | Ucraina     |
| 2001 | Russia      | Italia     | Bielorussia |
| 2003 | Italia      | Spagna     | Russia      |
| 2005 | Portogallo  | Italia     | Romania     |
| 2007 | Bielorussia | Russia     | Spagna      |
| 2009 | Russia      | Spagna     | Slovacchia  |
| 2011 | Russia      | Spagna     | Ucraina     |
| 2013 | Russia      | Portogallo | Spagna      |
| 2015 | Russia      | Italia     | Portogallo  |
| 2017 | Spagna      | Italia     | Lituania    |
| 2019 | Spagna      | Italia     | Bielorussia |
| 2021 | Spagna      | Ucraina    | Italia      |
| 2023 | Italia      | Ucraina    | Francia     |

#### 35 km
| Anno | Oro    | Argento | Bronzo      |
| ---- | ------ | ------- | ----------- |
| 2021 | Italia | Grecia  | Bielorussia |
| 2023 | Spagna | Italia  | Ucraina     |

#### 50 km
| Anno | Oro     | Argento | Bronzo |
| ---- | ------- | ------- | ------ |
| 2019 | Ucraina | Spagna  | Italia |

## Medagliere generale
Statistiche aggiornate a Poděbrady 2023.
Nota: Sono incluse le medaglie delle gare under 20.
| Posizione | Paese                       | Oro | Argento | Bronzo | Totale |
| --------- | --------------------------- | --- | ------- | ------ | ------ |
| 1         | Russia                      | 62  | 26      | 20     | 108    |
| 2         | Spagna                      | 31  | 34      | 23     | 88     |
| 3         | Italia                      | 20  | 31      | 22     | 73     |
| 4         | Bielorussia                 | 6   | 11      | 13     | 30     |
| 5         | Ucraina                     | 6   | 5       | 9      | 20     |
| 6         | Francia                     | 4   | 8       | 11     | 23     |
| 7         | Germania                    | 4   | 7       | 17     | 28     |
| 8         | Polonia                     | 3   | 5       | 7      | 15     |
| 9         | Portogallo                  | 2   | 4       | 6      | 12     |
| 10        | Turchia                     | 2   | 3       | 3      | 8      |
| 11        | Grecia                      | 2   | 2       | 1      | 5      |
| 12        | Svezia                      | 2   | 1       | 1      | 4      |
| 13        | Rep. Ceca                   | 1   | 2       | 2      | 5      |
| 14        | Slovacchia                  | 1   | 1       | 3      | 5      |
| 15        | Atleti Neutrali Autorizzati | 1   | 1       | 0      | 2      |
| 16        | Lituania                    | 1   | 0       | 2      | 3      |
| 17        | Romania                     | 0   | 3       | 3      | 6      |
| 18        | Finlandia                   | 0   | 1       | 1      | 2      |
| 18        | Norvegia                    | 0   | 1       | 1      | 2      |
| 20        | Gran Bretagna               | 0   | 1       | 0      | 1      |
| 20        | Ungheria                    | 0   | 1       | 0      | 1      |
| 22        | Irlanda                     | 0   | 0       | 2      | 2      |
| 23        | Lettonia                    | 0   | 0       | 1      | 1      |
| Totale    | Totale                      | 148 | 148     | 148    | 444    |

## Record dei campionati

### Maschili
Statistiche aggiornate a Poděbrady 2023.
| Specialità              | Prestazione | Atleta              | Nazione | Data           | Luogo                      |
| ----------------------- | ----------- | ------------------- | ------- | -------------- | -------------------------- |
| Marcia 10 km (Under 20) | 39'57"      | Andrey Ruzavin      | Russia  | 21 maggio 2005 | Dudince, Slovacchia        |
| Marcia 20 km            | 1h18'29"    | Robert Korzeniowski | Polonia | 17 giugno 2000 | Eisenhüttenstadt, Germania |
| Marcia 35 km            | 2h25'35"    | Álvaro Martín       | Spagna  | 21 maggio 2023 | Poděbrady, Repubblica Ceca |
| Marcia 50 km            | 3h37'43"    | Yohann Diniz        | Francia | 19 maggio 2019 | Alytus, Lituania           |

### Femminili
Statistiche aggiornate a Poděbrady 2023.
| Specialità              | Prestazione | Atleta             | Nazione | Data           | Luogo                      |
| ----------------------- | ----------- | ------------------ | ------- | -------------- | -------------------------- |
| Marcia 10 km (Under 20) | 43'10"      | Elena Lašmanova    | Russia  | 21 maggio 2011 | Olhão, Portogallo          |
| Marcia 10 km            | 43'06"      | Nadežda Rjaškina   | Russia  | 25 aprile 1998 | Dudince, Slovacchia        |
| Marcia 20 km            | 1h26'15"    | Ėl'mira Alembekova | Russia  | 17 maggio 2015 | Murcia, Spagna             |
| Marcia 35 km            | 2h37'15"    | María Pérez        | Spagna  | 21 maggio 2023 | Poděbrady, Repubblica Ceca |
| Marcia 50 km            | 4h04'50"    | Eleonora Giorgi    | Italia  | 19 maggio 2019 | Alytus, Lituania           |